# Izis
Izis, de son vrai nom Israëlis Bidermanas, est un photographe et photojournaliste français d'origine lituanienne, né le 17 janvier 1911 à Mariampol (aujourd'hui Marijampolė), dans le gouvernement de Suwałki (partie de l'Empire russe, aujourd'hui en Lituanie), et mort le 16 mai 1980 à Paris.
Il fut, aux côtés d'Édouard Boubat, de Robert Doisneau, de Willy Ronis et de Sabine Weiss, l'un des principaux représentants du courant de la photographie humaniste française.

## Biographie
À sa naissance, dans la Lituanie sous domination russe, il est déclaré sous le nom d'« Izraël Biderman », transformé en « Israëlis Bidermanas » à la suite de l'indépendance en 1918. Il suit l'enseignement de l'école hébraïque où il est surnommé « le rêveur ».
Émigré à Paris en 1930, dans le but de fuir les persécutions antisémites et avec le désir de devenir peintre. Il travaille comme clandestin dans des laboratoires photographiques jusqu'à ce qu'il soit recruté par le studio Arnal spécialisé dans les portraits d'acteurs de théâtre. 
À partir de 1933, il est responsable du studio de photographie traditionnelle, dans le 13e arrondissement. En 1934 il épouse Anna, la fille de son employeur. Son travail, en particulier ses photos de bébés et enfants,  lui vaut un certain succès. Mais, lors de la guerre le studio, classé commerce juif, est confié à un autre gérant.  Il se réfugie, avec sa femme et son fils, à Ambazac dans le Limousin en 1941 où il travaille pour des photographes locaux.  Arrêté et torturé par les Nazis, puis libéré par la Résistance, il entre dans le maquis et photographie ses compagnons de lutte, parmi lesquels le colonel Georges Guingouin. Robert Giraud, poète résistant et journaliste est avec René Rougerie l'un des  premiers à parler d'Izis dans l'hebdomadaire « Unir », issu de la Résistance. 
En 1947 il acquiert la nationalité française. En 1949 il entre à Paris-Match qui vient d'être créé. Devenu reporter  dès son premier numéro, il y publie de nombreuses reportages, de Grace Kelly aux mineurs de Montceau-les-Mines, de Roland Petit à la Casbah d'Alger, ainsi que Jean Cocteau, Colette, Gina Lollobrigida, Édith Piaf, Orson Welles ou Arman… Il y fera plusieurs reportages : en Israël, en Angleterre, au Portugal et en Algérie… À l'occasion d'un reprotage il rencontre Marc Chagall avec qui se nouent des liens d'amitié.
Son premier livre, Paris des rêves, édité par la Guilde du Livre, sort en 1950. Sur l'incitation de Willy Ronis il achète une maison à Gordes où il se rend régulièrement.
Ses liens avec Marc Chagall lui permettent d'être, en 1963-1964,  le seul photographe autorisé, avec Hélène Jeanbrau, photographe officiel habilitée par le Ministère des Arts et des lettres, à  suivre  l'exécution du nouveau plafond de l'Opéra Garnier réalisée notamment dans les Ateliers des Gobelins et Meudon . En 1968 Chagall et Izis réalisent ensemble un livre d'art : Le monde de Chagall.
Il meurt dans le 13e arrondissement de Paris le 16 mai 1980. Il est inhumé au cimetière parisien de Bagneux (division 55).

## Vie privée
Son fils, Manuel Bidermanas, est un photographe reconnu qui travaille pour L'Express, Le Point et de nombreuses agences de presse.
De son second mariage en 1947 avec Louise Trailin dite Loulette (1915-2005), est née Lise Bidermanas en 1948, décédée des suites d'un cancer en 1993. Après des études d'histoire de l'art et l'école du Louvre, elle est devenue orthophoniste et s'est  mariée avec un psychanalyste.

## Expositions
Les photographies d'Izis font l'objet d'expositions durant l'après-guerre, notamment celle intitulée Five French photographers au Museum of Modern Art de New York en 1951, organisée par Edward Steichen ; les photographies d'Izis sont exposées avec celles de Brassaï, Henri Cartier-Bresson, Robert Doisneau et Willy Ronis,.
Après une longue traversée du désert, son œuvre revient au premier plan dans les années 2000 : en 2007, une exposition intitulée Izis, à travers les archives photographiques de "Paris Match" (1949-1969) se tient à la Maison de la photographie Robert-Doisneau, à Gentilly. Cette exposition est reprise en 2012 à Angers, conjointement à la Galerie 5 et à la Galerie Dityvon. 
En 2007, une autre exposition, Izis, photographe de l'instant, est présentée à Limoges, puis en Lituanie. Une exposition, simplement titrée Izis, a lieu de janvier à mai 2010 à l'Hôtel de ville de Parisc. ; elle est ensuite présentée à Berlin. En 2011, une exposition est organisée à Ambazac.

## Livres et catalogues d'exposition
- Paris des rêves, Lausanne, Éditions Clairfontaine ; Paris, Éditions Mermoud, 1950. Réédition : 2009, Flammarion.
- Grand Bal du printemps, Lausanne, Éditions Clairfontaine, 1951 (textes de Jacques Prévert). Réédition : Paris, Le Cherche midi, 2008.  (ISBN 9782749111346)
- Charmes de Londres, Lausanne, Éditions Clairfontaine, 1952. Réédition : Éditions de Monza, 1999. Textes de Jacques Prévert.
- Gala Day London, Harvill Press, 1953. Texte de John Betjeman.
- The Queen's People, [London], Harvill Press, [1953]. Texte de John Pudney.
- Paradis terrestre, Lausanne, La Guilde du livre, 1953. Texte de Colette[11],[12].
- Izis, Chicago, Art Institute of Chicago, 1955.
- Israël, Lausanne, Éditions Clairfontaine, 1955. Préface d’André Malraux, Jaquette de Marc Chagall.
- Israel, New York, Orion Press, 1958.
- Le Cirque d'Izis, Monte Carlo, André Sauret, 1965. Texte de Jacques Prévert. Illustré de 4 compositions originales couleurs de Marc Chagall.
- The World of Marc Chagall, London, Aldus, 1968  (ISBN 0490001009). Garden City, N.Y., Doubleday, 1968.
- Le Monde de Chagall, Paris, Gallimard, 1969.
- Izis (Israel Biderman), octobre-décembre 1972, [Tel Aviv], Musée de Tel-Aviv, 1972.
- Paris des poètes, Paris, Nathan, 1977.
- Izis, Toulouse, Galerie municipale du Château d'eau, 1978.
- Rétrospective Izis : 14 octobre-8 janvier, Hôtel de Sully, Paris, Caisse nationale des monuments historiques et des sites, 1988  (ISBN 2858220794)
- Izis, photographies, Paris, Éditions du Désastre, 1988  (ISBN 2877700003)
- Les Amoureux du temps retrouvé, Treville, 1989.
- Les Enfants du temps perdu, Treville, 1989.
- Izis : photos 1944-1980, Paris, Éditions de la Martinière, 1993  (ISBN 2732420166)
- Izis, Captive Dreams: Photographs 1944–1980, Londres, Thames & Hudson, 1993  (ISBN 0-500-54185-X)
- Izis, Paris des rêves Catalogue de l'exposition à l'Hôtel de Ville de Paris, janvier-mai 2010, publié par Flammarion, et l'exposition en ligne sur Paris.fr avec images hautes définitions et vidéos][13],[14].
- Izis 100 photos pour la liberté de la presse, Paris : Reporters sans frontières, 2011,  (ISBN 978-2-362200-00-7)[15].

### Films sur Izis
- Izis, réalisé par Annie Anzie, dans la série La Chambre noire d’Albert Plécy et Michel Tournier, ORTF, 1965, 28 min
- Izis ou le Regard habité, réalisé par Marc Wilmart et Yves Kovacs, ORTF Limoges, 1975, 30 min 53 s